# Basílica de la Mare de Déu del Lledó
El santuari-basílica (des de 1993) de la Mare de Déu del Lledó està en plena horta de la Plana, a un quilòmetre de Castelló, en el conegut com a "camí Lledó". Es tracta d'un temple catòlic catalogat com a Bé de Rellevància Local segons la Disposició addicional cinquena de la Llei 5/2007, de 9 de febrer, de la Generalitat, de modificació de la Llei 4/1998, de 11 de juny, del Patrimoni Cultural Valencià (DOCV Núm. 5.449 / 13/02/2007), datat del segle xiv, amb intervencions i reformes fins al segle xviii, i amb codi 12.05.040-001.

## Història
Segons explica la llegenda, un pagès, "Perot de Granyana", va trobar en 1366, enganxada a les gleves de l'arada, una petita imatge, de tot just 6 centímetres d'altura de la Verge.
El lloc triat per a la construcció de la basílica/santuari era una zona que havia estat habitada des d'època romana i en la qual existien restes arqueològiques de diverses cultures que es van establir al lloc al llarg de la història.
Es creu, malgrat comptar amb escassa documentació que ho avali (tan sols un document que fa referència a la mateixa en 1398), que existia un turó potser fins i tot creada artificialment, que va haver de desaparèixer fins i tot com a part de les obres realitzades per a la construcció dels primers temples coneguts del Lledó, o per ampliar les terres de conreu durant l'edat mitjana, com a mecanisme que facilités l'arribada de les aigües per al reg de les mateixes.
Això és rellevant per a efectes de comprendre d'on ve el nom de l'advocació mariana, ja que per a uns experts té el seu origen en un arbre, el lledoner, mentre que altres asseguren que el nom té el seu origen en un accident geogràfic, ja que des del punt de vista lingüístic sí que existeix un significat relacionat amb el relleu del terreny. Com a prova s'aporta la investigació d'un expert sobre un document de l'any 978, en el qual es registra la donació d'unes terres al terme de Lucduno, coneguda actualment com a Lledó d'Empordà, pel comte Miró de Besalú i el bisbe de Girona al monestir de Sant Pere de Besalú.
El que sí se sap és que el temple construït per Joan Ibáñez estava en estat ruïnós al segle xvii, la qual cosa s'afegia a l'ensorrament de la cúpula de l'església en 1741, que es va considerar causa de la falta de fermesa a terra.
Es disposa de documentació sobre l'ermita de Santa Maria del Lledó des 1375, es tracta d'un document en el qual el "Consell Municipal de la Vila" i el Vicari de l'església parroquial de la mateixa, eren autoritzats, per celebrar missa diària, així com oficis divins al temple de Lledó.

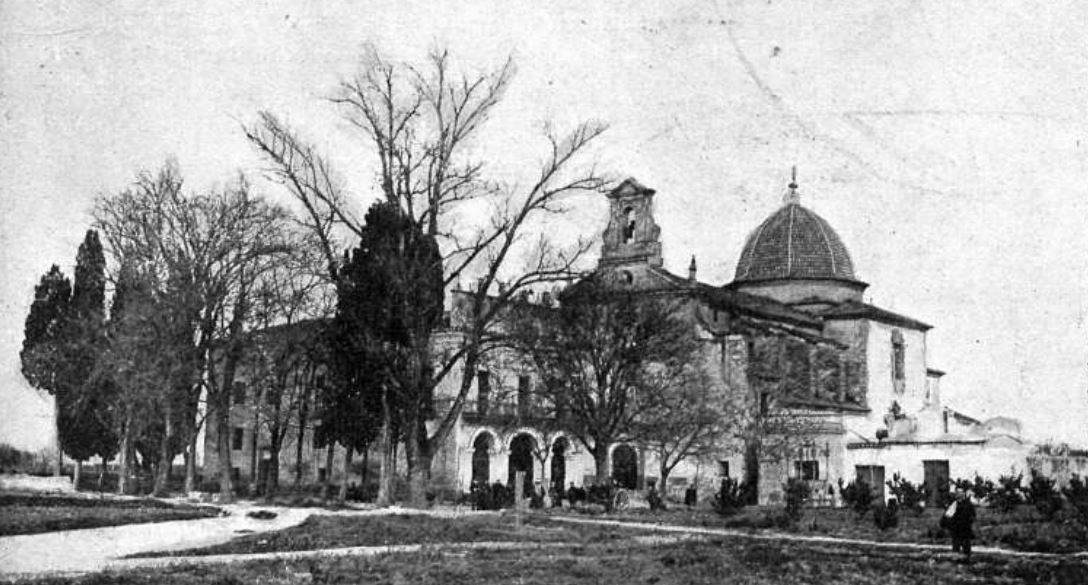
Any 1911

Aquesta documentació prova que en el seu inici l'administració de la basílica estava en mans del Consell Municipal i que existia un gran interès per part del municipi en aquest temple en concret. El següent document per antiguitat, es refereix a l'autorització municipal perquè per primera vegada una persona sigui responsable del santuari. Però aquest document no és tan rellevant com el diploma posterior, datat 10 de setembre de 1405, pel qual podem conèixer molt més que sobre els orígens documentals del temple del Lledó. Segons aquesta documentació, el papa Benet XIII (1394-1417), anomenat també el papa Luna, va annexionar el 1397 la  Església de Santa Maria de Castelló amb totes les seves rendes a la Cartoixa de Vall de Crist. Pere Pujol, prior de la cartoixa de Vall de Crist, a principis de l'any 1405 arriba a Castelló on pren possessió del temple parroquial i cobra el seu rendes; i a més tracta d'administrar del santuari, prenent possessió de forma oculta de l'Església del Lledó, la qual cosa va provocar l'oposició dels Jurats de la Vila. Els representants del Consell Municipal van protestar davant l'abús de poder del prior de la cartoixa, ja que des del primer terç del segle xiii, el Santuari de Lledó és administrat únicament pel municipi. Aquest plet entre la cartoixa de Vall de Crist i el Consell Municipal es va resoldre favorablement per a aquest últim.
Una pregunta que es fan els historiadors és si aquesta primitiva església rural va ser o no anterior a la conquesta de la zona pel Rei  Jaume I. Segons Lluís Revest i Corzo, historiador i cronista de Castelló, l'origen del culte i devoció a la Mare de Déu del Lledó era molt anterior a la suposada "troballa" de 1366. També altres historiadors admeten que era possible la coexistència d'una comunitat cristiana anterior a la conquesta amb els musulmans, i que per això no s'ha de descartar que s'aixequés i / o fes servir aquesta petita capella a la zona. És per això pel que els experts consideren que l'origen del temple del Lledó pot ser anterior a la reconquesta cristiana mostra d'un culte mossàrab.
Es pot concloure que la devoció a la imatge, consistent en una peça en alabastre, d'època paleocristiana, que representa una deessa de la fecunditat, es va estendre ràpidament i aviat es va erigir el temple. L'advocació va esdevenir patrona de la ciutat de Castelló en 1922 (quan el papa Pius XI, el 8 de novembre declarava a la Mare de Déu de Lledó Patrona de Castelló) 1924 va ser coronada canònicament i el 4 de maig de 1924 va ser canònicament coronada. De la construcció més antiga es conserva encara una columna gòtica.

## Descripció
L'edifici actual es va construir al final del segle xvii, sobre les restes dels temples anteriors, motiu pel qual es conserven detalls decoratius de diversos estils artístics (la portada renaixentista es va construir en 1572, al gust toscà renaixentista, presenta arc de mig punt amb pilastres estriades emmarcant i suportant el entaulament rematat per una fornícula que acull imatge de la Mare de Déu, obra de Manuel Rodríguez datada de 1970; sent encara avui l'entrada al temple. es construeix la portada renaixentista que encara segueix sent l'entrada a l'església), malgrat que en conjunt pot classificar-se com neoclàssic.
Es tracta d'un conjunt d'edificis un d'ells és l'església en si, mentre que l'altre és el destinat a habitatge de l'ermità.
Durant les diferents epidèmies de pesta del segle xvii el temple es va utilitzar com a hospital d'empestats. Després d'aquest ús es va decidir reformar el temple passant a tenir tres naus, cúpula i llanterna, obres iniciades a 1655 pel mestre Joan Ibáñez i concloses per Pere Vilallave en 1670. Però el seu aspecte actual no adquireix fins al segle xviii, passant a convertir-se en el santuari rural més gran de tota la Comunitat Valenciana. 
Entre les diverses actuacions que pateix durant el segle xviii tenim:
- Entre 1724 i 1731, Pere Joan Labiesca (Mestre Major de Sevilla), amplia la nau i li dona origen a quatre trams (o  crugies) amb capelles laterals.
- El 1752, Juan de Roses (natural de Xèrica) finalitza la nova capçalera.
- Entre 1766 i 1768 els arquitectes Josep Gascó i Joan Argente donen al temple el seu traça definitiva, amb ampla nau central i tres capelles laterals comunicades entre si.

Durant el segle XX també va patir intervencions, però estaven més centrades en l'entorn i ornamentació. Així:
- El 1901 es va inaugurar un passeig que uneix el santuari, més tard basílica, amb la ciutat; i es restaura la decoració del temple.
- El 1943 s'eleva un nou campanar de paret, de tres buits amb sengles campanes sobre el frontó.
- El 1958 es col·loca el monument a Perot de Granyana, obra de l'escultor Joan Baptista Adsuaba.
- En la dècada de 1980 es remodela l'esplanada, es restaura la Casa Prioral i es renoven diversos elements del temple, alhora que unes excavacions arqueològiques revelaven l'existència en les seves proximitats de restes romanes i àrabs.

En l'actualitat, davant del santuari hi ha un ampli espai amb arbres, jardins, bancs i fanals, envoltat, a la part del davant, per un muret amb panells ceràmics en els quals es representen diferents ermites del terme.
La casa Prioral està situada perpendicularment a l'esquerra de la façana del temple. Presenta dues plantes, amb arcades prèvies, amb una zona posterior per a aparcament per a vehicles.
Exteriorment la coberta és de teules i pot observar-se una cúpula vidriada vuitavada amb tambor poligonal i rematada de creu de forja. A més, a la part exterior del creuer hi ha un panell ceràmic representant a la Verge i Sant Cristòfol portant al Nen, signat per J. B. Porcar en 1959.
Molt interessant és també la col·lecció que s'exhibeix al Museu de la Basílica, instal·lat sota el cor. Aquí es conserven des d'imatges i pintures a riques peces d'orfebreria, brodats, ornaments i nombrosos mantells de la Verge, sense oblidar la peanya processional de la patrona, realitzada per l'escultor Viciano.
Destaca en el seu interior (que és sobri i auster) l'altar major construït en marbre rosa i el cambril (amb exterior cobert per teules sense vidrar) on s'ubica la imatge reliquiari i la imatge original. Ja en 1638 la diminuta imatge s'exhibia en una fornícula al pit d'una imatge gran de la Mare de Déu, que li servia de reliquiari. Aquesta peça va haver de reemplaçar-se per una altra (obra de Tomàs Colom datada de 1940), ja que durant la Guerra Civil va ser molt danyada i malgrat ser restaurada el 1972 i es va passar a conservar al Museu de la Basílica. També pot assenyalar-se el important patrimoni que abasta des creus processionals, una talla en fusta del s. XVIII de la Immaculada, una Verge de la Taronja (obra de J. Ortells), destacades pintures, mantells de la Verge, joies fins antigues imatges reliquiari.

## Festa
La Basílica del Lledó no només és centre devocional i de pelegrinatges, sinó també focus d'actes cívics i populars. La festa gran a la patrona de Castelló té lloc des de 1912 el primer diumenge del mes de maig (abans era el primer diumenge de setembre), amb un gran nombre de celebracions solemnes, culturals i festives. Una altra data important és durant les Festes de la Magdalena, ja que el santuari és el punt d'arribada i recepció de la Romeria dels Canyes al seu retorn a la ciutat en el tercer Diumenge de Quaresma.